# Mimetridium
Mimetridium is een geslacht van zeeanemonen uit de klasse van de Anthozoa (bloemdieren).

## Soorten
- Mimetridium cryptum Hand, 1961